# Oghruy Mária örmény királyné
Oghruy Mária (? – 1377 után), az Ifjabb Mária királyné, franciául: Marie d'Oghruy, örmény királyné, IV. Konstantin örmény király felesége. I. Izabella örmény királynő és I. Hetum örmény király szépunokája. I. Johanna nápolyi királynő unokahúga és I. Lajos magyar király unokatestvére. Tarantói Johanna örmény királyné anyai unokája és Korikoszi Mária örmény királyné unokahúga.

## Élete
Apja Osin, Oghruy ura. Anyja Osinnak (–1329), Korikosz urának és Örményország régensének a legkisebb, ismeretlen nevű leánya. Anyjának nővérei voltak: féltestvére, Aliz (1309 körül–1329) IV. Leó örmény király (1308/09–1341) első felesége és édestestvére, Mária (1321–1377/1405), az Idősebb Mária királyné III. Konstantin (1313–1362) örmény király felesége. Mária anyai nagyanyja Anjou Johanna (1297–1323) tarantói hercegnő volt, aki Irén néven 1316-ban I. Osin örmény király második feleségeként Örményország királynéja lett, majd férje meggyilkolása után a mostohafia, a kiskorú IV. Leó nevében régensként uralkodó Korikoszi Osin erőszakkal feleségül vette, és ebből a házasságból született Mária királyné anyja. Oghruy Mária a nagyanyja, Tarantói Johanna örmény királyné révén I. Johanna nápolyi királynő és Anjou Erzsébet magyar hercegnő unokahúga is volt, és mivel anyai nagyanyja, lévén Károly Róbert magyar király elsőfokú unokatestvére is, Oghruy Mária közeli rokonságban állt az Anjou-házzal. Anyai nagynénje, a királycsináló Korikoszi Mária, az Idősebb Mária királyné kezdeményezésére az ifjabb Mária 1369-ben feleségül ment IV. Konstantin (1324–1373) örmény királyhoz. Férjét azonban 1373. márciusában meggyilkolták. Házasságuk gyermektelen maradt. Férje halála után ismét a nagynénje, Korikoszi Mária királyné lett a régens, és került újra a királycsináló pozícióba, akinek az ösztönzésére egykori pártfogoltját, Lusignan János néhai örményországi régens házasságon kívül született fiát, Lusignan Leó korábbi örmény trónkövetelőt hívták meg a trónra 1374-ben. Az új király, V. Leó és felesége, Soissons Margit örmény királyné koronázása napján 1374. szeptember 14-én, Mária feleségül ment Matthieu Chappes (–1375) ciprusi lovaghoz, aki Szisz egyiptomi ostromakor vesztette életét.
Máriának volt egy fivére, Asot, Oghruy ura és örmény trónkövetelő, aki Kairóban élt, és 1375-ben V. Leóval szemben léptették fel trónkövetelőnek, de 1375, Örményország állami létének megszűnte után Asot reményei szertefoszlottak.